# Championship League 2012
Championship League 2012 var en inbjudningsturnering i snooker som spelas i omgångar under perioden 9 januari–22 mars 2012 i Crondon Park Golf Club i Stock, Essex, England, Storbritannien. Finalgruppen spelades 21 och 22 mars 2012.
Matthew Stevens från Wales var regerande mästare. Ding Junhui vann turneringen efter vinst mot Judd Trump i finalen med 3–1.

## Format
Turneringen avgörs genom gruppspel i sju grupper om vardera sju spelare, där alla möter alla inom gruppen. De fyra högst placerade spelarna möts därefter i semifinal och final. De sju finalsegrarna kvalificerar sig för Winners group.
De sju grupperna avgörs efter varandra, och de fyra högst placerade spelarna (förutom vinnaren) i varje grupp kvalificerar sig för spel i "nästa" grupp. Teoretiskt sett kan alltså en spelare spela i alla sju grupper.
Alla matcher i såväl gruppspel som slutspel avgörs i bäst-av-5 frames. Tabellplaceringen baseras på i första hand antalet vunna matcher, i andra hand antalet vunna frames (alltså inte frameskillnaden).

## Prissummor
| Grupp 1–7 Vinnare: £ 3 000 Tvåa: £ 2 000 Semifinal: £ 1 000 Frame-vinst: £ 100 Högsta break: £ 500 | Winners group Vinnare: £ 10 000 Tvåa: £ 5 000 Semifinal: £ 3 000 Frame-vinst: £ 300 Högsta break: £ 1 000 |

Turneringen totalt: £ 205 000

## Grupp 1
Grupp 1 spelades 9 och 10 januari 2012. Judd Trump var den första spelaren att kvalificera sig till Winners group.

### Matcher
| - Matthew Stevens 1–3 Mark Selby - Shaun Murphy 2–3 Judd Trump - Ali Carter 1–3 Mark Davis - Andrew Higginson 3–1 Matthew Stevens - Mark Selby 3–2 Shaun Murphy - Judd Trump 3–0 Ali Carter - Mark Davis 3–1 Andrew Higginson | - Matthew Stevens 2–3 Shaun Murphy - Mark Selby 3–1 Judd Trump - Ali Carter 3–0 Andrew Higginson - Shaun Murphy 3–1 Andrew Higginson - Mark Davis 3–2 Judd Trump - Matthew Stevens 1–3 Mark Davis - Mark Selby 3–2 Ali Carter | - Judd Trump 3–2 Andrew Higginson - Shaun Murphy 3–0 Mark Davis - Mark Selby 1–3 Andrew Higginson - Matthew Stevens 3–0 Ali Carter - Shaun Murphy 2–3 Ali Carter - Mark Selby 3–2 Mark Davis - Judd Trump 0–3 Matthew Stevens |

### Tabell
| Ranking |                  | SEL | DAV | MUR | TRU | STE | HIG | CAR | Frame V–F | Match V–F | Spelade–Poäng |
| ------- | ---------------- | --- | --- | --- | --- | --- | --- | --- | --------- | --------- | ------------- |
| 1       | Mark Selby       | x   | 3   | 3   | 3   | 3   | 1   | 3   | 16–11     | 5–1       | 6–5           |
| 2       | Mark Davis       | 2   | x   | 0   | 3   | 3   | 3   | 3   | 14–11     | 4–2       | 6–4           |
| 3       | Shaun Murphy     | 2   | 3   | x   | 2   | 3   | 3   | 2   | 15–12     | 3–3       | 6–3           |
| 4       | Judd Trump       | 1   | 2   | 3   | x   | 0   | 3   | 3   | 12–13     | 3–3       | 6–3           |
| 5       | Matthew Stevens  | 1   | 1   | 2   | 3   | x   | 1   | 3   | 11–12     | 2–4       | 6–2           |
| 6       | Andrew Higginson | 3   | 1   | 1   | 2   | 3   | x   | 0   | 10–14     | 2–4       | 6–2           |
| 7       | Ali Carter       | 2   | 1   | 3   | 0   | 0   | 3   | x   | 9–14      | 2–4       | 6–2           |

### Slutspel
|  | Semifinaler Bäst av 5 frames | Semifinaler Bäst av 5 frames | Semifinaler Bäst av 5 frames |              |         | Final Bäst av 5 frames | Final Bäst av 5 frames | Final Bäst av 5 frames |  |
|  |                              |                              |                              |              |         |                        |                        |                        |  |
|  | England                      | Mark Selby                   | 1                            |              |         |                        |                        |                        |  |
|  | England                      | Mark Selby                   | 1                            |              |         |                        |                        |                        |  |
|  | England                      | Judd Trump                   | 3                            |              |         |                        |                        |                        |  |
|  | England                      | Judd Trump                   | 3                            |              | England | Judd Trump             | 3                      |                        |  |
|  |                              |                              |                              |              | England | Judd Trump             | 3                      |                        |  |
|  |                              |                              | England                      | Shaun Murphy | 2       |                        |                        |                        |  |
|  | England                      | Mark Davis                   | England                      | Shaun Murphy | 2       | 1                      |                        |                        |  |
|  | England                      | Mark Davis                   |                              |              |         |                        |                        |                        |  |
|  | England                      | Shaun Murphy                 | 3                            |              |         |                        |                        |                        |  |

## Grupp 2
Grupp 2 spelades 11 och 12 januari 2012. Shaun Murphy var den andra spelaren att kvalificera sig till Winners group.

### Matcher
| - Shaun Murphy 1–3 Mark Selby - Mark Davis 3–1 Matthew Stevens - Mark Williams 3–2 Neil Robertson - Stuart Bingham 1–3 Shaun Murphy - Mark Selby 3–1 Mark Davis - Matthew Stevens 2–3 Mark Williams - Neil Robertson 0–3 Stuart Bingham | - Shaun Murphy 3–0 Mark Davis - Mark Selby 3–2 Matthew Stevens - Mark Williams 0–3 Stuart Bingham - Mark Davis 3–0 Stuart Bingham - Neil Robertson 3–2 Matthew Stevens - Shaun Murphy 2–3 Neil Robertson - Mark Selby 3–2 Mark Williams | - Matthew Stevens 3–1 Stuart Bingham - Mark Davis 2–3 Neil Robertson - Mark Selby 3–2 Stuart Bingham - Shaun Murphy 3–0 Mark Williams - Mark Davis 3–0 Mark Williams - Mark Selby 3–1 Neil Robertson - Shaun Murphy 1–3 Matthew Stevens |

### Tabell
| Ranking |                 | SEL | MUR | DAV | ROB | STE | BIN | WIL | Frame V–F | Match V–F | Spelade–Poäng |
| ------- | --------------- | --- | --- | --- | --- | --- | --- | --- | --------- | --------- | ------------- |
| 1       | Mark Selby      | x   | 3   | 3   | 3   | 3   | 3   | 3   | 18–9      | 6–0       | 6–6           |
| 2       | Shaun Murphy    | 1   | x   | 3   | 2   | 1   | 3   | 3   | 13–10     | 3–3       | 6–3           |
| 3       | Mark Davis      | 1   | 0   | x   | 2   | 3   | 3   | 3   | 12–10     | 3–3       | 6–3           |
| 4       | Neil Robertson  | 1   | 3   | 3   | x   | 3   | 0   | 2   | 12–15     | 3–3       | 6–3           |
| 5       | Matthew Stevens | 2   | 3   | 1   | 2   | x   | 3   | 2   | 13–14     | 2–4       | 6–2           |
| 6       | Stuart Bingham  | 2   | 1   | 0   | 3   | 1   | x   | 3   | 10–12     | 2–4       | 6–2           |
| 7       | Mark Williams   | 2   | 0   | 0   | 3   | 3   | 0   | x   | 8–16      | 2–4       | 6–2           |

### Slutspel
|  | Semifinaler Bäst av 5 frames | Semifinaler Bäst av 5 frames | Semifinaler Bäst av 5 frames |              |         | Final Bäst av 5 frames | Final Bäst av 5 frames | Final Bäst av 5 frames |  |
|  |                              |                              |                              |              |         |                        |                        |                        |  |
|  | England                      | Mark Selby                   | 3                            |              |         |                        |                        |                        |  |
|  | England                      | Mark Selby                   | 3                            |              |         |                        |                        |                        |  |
|  | Australien                   | Neil Robertson               | 1                            |              |         |                        |                        |                        |  |
|  | Australien                   | Neil Robertson               | 1                            |              | England | Mark Selby             | 0                      |                        |  |
|  |                              |                              |                              |              | England | Mark Selby             | 0                      |                        |  |
|  |                              |                              | England                      | Shaun Murphy | 3       |                        |                        |                        |  |
|  | England                      | Shaun Murphy                 | England                      | Shaun Murphy | 3       | 3                      |                        |                        |  |
|  | England                      | Shaun Murphy                 |                              |              |         |                        |                        |                        |  |
|  | England                      | Mark Davis                   | 0                            |              |         |                        |                        |                        |  |

## Grupp 3
Grupp three spelades 23 och 24 januari 2012. Neil Robertson var den tredje spelaren att kvalificera sig till Winners group.

### Matcher
| - Mark Selby 3–0 Mark Davis - Neil Robertson 3–2 Matthew Stevens - Martin Gould 1–3 Jamie Cope - Stephen Hendry 2–3 Mark Selby - Mark Davis 3–2 Neil Robertson - Matthew Stevens 1–3 Martin Gould - Jamie Cope 3–2 Stephen Hendry | - Mark Selby 3–0 Neil Robertson - Mark Davis 2–3 Matthew Stevens - Martin Gould 3–2 Stephen Hendry - Neil Robertson 3–1 Stephen Hendry - Jamie Cope 0–3 Matthew Stevens - Mark Selby 3–2 Jamie Cope - Mark Davis 3–0 Martin Gould | - Matthew Stevens 3–2 Stephen Hendry - Neil Robertson 3–1 Jamie Cope - Mark Davis 3–1 Stephen Hendry - Mark Selby 2–3 Martin Gould - Neil Robertson 3–1 Martin Gould - Mark Davis 1–3 Jamie Cope - Mark Selby 1–3 Matthew Stevens |

### Tabell
| Ranking |                 | SEL | STE | ROB | DAV | COP | GOU | HEN | Frame V–F | Match V–F | Spelade–Poäng |
| ------- | --------------- | --- | --- | --- | --- | --- | --- | --- | --------- | --------- | ------------- |
| 1       | Mark Selby      | x   | 1   | 3   | 3   | 3   | 2   | 3   | 15–10     | 4–2       | 6–4           |
| 2       | Matthew Stevens | 3   | x   | 2   | 3   | 3   | 1   | 3   | 15–11     | 4–2       | 6–4           |
| 3       | Neil Robertson  | 0   | 3   | x   | 2   | 3   | 3   | 3   | 14–11     | 4–2       | 6–4           |
| 4       | Mark Davis      | 0   | 2   | 3   | x   | 1   | 3   | 3   | 12–12     | 3–3       | 6–3           |
| 5       | Jamie Cope      | 2   | 0   | 1   | 3   | x   | 3   | 3   | 12–13     | 3–3       | 6–3           |
| 6       | Martin Gould    | 3   | 3   | 1   | 0   | 1   | x   | 3   | 11–14     | 3–3       | 6–3           |
| 7       | Stephen Hendry  | 2   | 2   | 1   | 1   | 2   | 2   | x   | 10–18     | 0–6       | 6–0           |

### Slutspel
|  | Semifinaler Bäst av 5 frames | Semifinaler Bäst av 5 frames | Semifinaler Bäst av 5 frames |                |         | Final Bäst av 5 frames | Final Bäst av 5 frames | Final Bäst av 5 frames |  |
|  |                              |                              |                              |                |         |                        |                        |                        |  |
|  | England                      | Mark Selby                   | 3                            |                |         |                        |                        |                        |  |
|  | England                      | Mark Selby                   | 3                            |                |         |                        |                        |                        |  |
|  | England                      | Mark Davis                   | 2                            |                |         |                        |                        |                        |  |
|  | England                      | Mark Davis                   | 2                            |                | England | Mark Selby             | 2                      |                        |  |
|  |                              |                              |                              |                | England | Mark Selby             | 2                      |                        |  |
|  |                              |                              | Australien                   | Neil Robertson | 3       |                        |                        |                        |  |
|  | Wales                        | Matthew Stevens              | Australien                   | Neil Robertson | 3       | 2                      |                        |                        |  |
|  | Wales                        | Matthew Stevens              |                              |                |         |                        |                        |                        |  |
|  | Australien                   | Neil Robertson               | 3                            |                |         |                        |                        |                        |  |

## Grupp 4
Grupp four spelades 25 och 26 januari 2012. Mark Davis var den fjärde spelaren att kvalificera sig till Winners group.

### Matcher
| - Mark Selby 3–2 Matthew Stevens - Mark Davis 3–1 Jamie Cope - Mark Allen 3–1 Stephen Lee - Peter Ebdon 0–3 Mark Selby - Matthew Stevens 2–3 Mark Davis - Jamie Cope 3–2 Mark Allen - Stephen Lee 2–3 Peter Ebdon | - Mark Selby 3–0 Mark Davis - Matthew Stevens 2–3 Jamie Cope - Mark Allen 0–3 Peter Ebdon - Mark Davis 3–1 Peter Ebdon - Stephen Lee 3–2 Jamie Cope - Mark Selby 3–1 Stephen Lee - Matthew Stevens 1–3 Mark Allen | - Jamie Cope 1–3 Peter Ebdon - Mark Davis 3–0 Stephen Lee - Matthew Stevens 0–3 Peter Ebdon - Mark Selby 3–2 Mark Allen - Matthew Stevens 3–2 Stephen Lee - Mark Davis 0–3 Mark Allen - Mark Selby 3–0 Jamie Cope |

### Tabell
| Ranking |                 | SEL | EBD | DAV | ALL | COP | STE | LEE | Frame V–F | Match V–F | Spelade–Poäng |
| ------- | --------------- | --- | --- | --- | --- | --- | --- | --- | --------- | --------- | ------------- |
| 1       | Mark Selby      | x   | 3   | 3   | 3   | 3   | 3   | 3   | 18–5      | 6–0       | 6–6           |
| 2       | Peter Ebdon     | 0   | x   | 1   | 3   | 3   | 3   | 3   | 13–9      | 4–2       | 6–4           |
| 3       | Mark Davis      | 0   | 3   | x   | 0   | 3   | 3   | 3   | 12–10     | 4–2       | 6–4           |
| 4       | Mark Allen      | 2   | 0   | 3   | x   | 2   | 3   | 3   | 13–11     | 3–3       | 6–3           |
| 5       | Jamie Cope      | 0   | 1   | 1   | 3   | x   | 3   | 2   | 10–16     | 2–4       | 6–2           |
| 6       | Matthew Stevens | 2   | 0   | 2   | 1   | 2   | x   | 3   | 10–17     | 1–5       | 6–1           |
| 7       | Stephen Lee     | 1   | 2   | 0   | 1   | 3   | 2   | x   | 9–17      | 1–5       | 6–1           |

### Slutspel
|  | Semifinaler Bäst av 5 frames | Semifinaler Bäst av 5 frames | Semifinaler Bäst av 5 frames |            |         | Final Bäst av 5 frames | Final Bäst av 5 frames | Final Bäst av 5 frames |  |
|  |                              |                              |                              |            |         |                        |                        |                        |  |
|  | England                      | Mark Selby                   | 3                            |            |         |                        |                        |                        |  |
|  | England                      | Mark Selby                   | 3                            |            |         |                        |                        |                        |  |
|  | Nordirland                   | Mark Allen                   | 2                            |            |         |                        |                        |                        |  |
|  | Nordirland                   | Mark Allen                   | 2                            |            | England | Mark Selby             | 1                      |                        |  |
|  |                              |                              |                              |            | England | Mark Selby             | 1                      |                        |  |
|  |                              |                              | England                      | Mark Davis | 3       |                        |                        |                        |  |
|  | England                      | Peter Ebdon                  | England                      | Mark Davis | 3       | 0                      |                        |                        |  |
|  | England                      | Peter Ebdon                  |                              |            |         |                        |                        |                        |  |
|  | England                      | Mark Davis                   | 3                            |            |         |                        |                        |                        |  |

## Grupp 5
Grupp five spelades 6 och 7 februari 2012. Barry Hawkins var den femte spelaren att kvalificera sig till Winners group.

### Matcher
| - Peter Ebdon 1–3 Mark Allen - Jamie Cope 0–3 Barry Hawkins - Ricky Walden 1–3 Mark King - Mark Selby 2–3 Mark Allen - Mark Selby 1–3 Peter Ebdon - Mark Allen 3–2 Jamie Cope - Barry Hawkins 0–3 Ricky Walden | - Mark King 1–3 Mark Selby - Peter Ebdon 2–3 Jamie Cope - Barry Hawkins 3–1 Mark King - Mark Allen 2–3 Mark King - Ricky Walden 0–3 Jamie Cope - Mark Selby 3–0 Ricky Walden - Peter Ebdon 2–3 Barry Hawkins | - Jamie Cope 1–3 Mark King - Mark Allen 3–2 Ricky Walden - Peter Ebdon 3–2 Mark King - Mark Selby 2–3 Barry Hawkins - Peter Ebdon 3–0 Ricky Walden - Mark Allen 3–0 Barry Hawkins - Mark Selby 2–3 Jamie Cope |

### Tabell
| Ranking |               | ALL | HAW | EBD | KIN | COP | SEL | WAL | Frame V–F | Match V–F | Spelade–Poäng |
| ------- | ------------- | --- | --- | --- | --- | --- | --- | --- | --------- | --------- | ------------- |
| 1       | Mark Allen    | x   | 3   | 3   | 2   | 3   | 3   | 3   | 17–10     | 5–1       | 6–5           |
| 2       | Barry Hawkins | 0   | x   | 3   | 3   | 3   | 3   | 0   | 12–11     | 4–2       | 6–4           |
| 3       | Peter Ebdon   | 1   | 2   | x   | 3   | 2   | 3   | 3   | 14–12     | 3–3       | 6–3           |
| 4       | Mark King     | 3   | 1   | 2   | x   | 3   | 1   | 3   | 13–13     | 3–3       | 6–3           |
| 5       | Jamie Cope    | 2   | 0   | 3   | 1   | x   | 3   | 3   | 12–13     | 3–3       | 6–3           |
| 6       | Mark Selby    | 2   | 2   | 1   | 3   | 2   | x   | 3   | 13–13     | 2–4       | 6–2           |
| 7       | Ricky Walden  | 2   | 3   | 0   | 1   | 0   | 0   | x   | 6–15      | 1–5       | 6–1           |

### Slutspel
|  | Semifinaler Bäst av 5 frames | Semifinaler Bäst av 5 frames | Semifinaler Bäst av 5 frames |               |         | Final Bäst av 5 frames | Final Bäst av 5 frames | Final Bäst av 5 frames |  |
|  |                              |                              |                              |               |         |                        |                        |                        |  |
|  | Nordirland                   | Mark Allen                   | 2                            |               |         |                        |                        |                        |  |
|  | Nordirland                   | Mark Allen                   | 2                            |               |         |                        |                        |                        |  |
|  | England                      | Mark King                    | 3                            |               |         |                        |                        |                        |  |
|  | England                      | Mark King                    | 3                            |               | England | Mark King              | 2                      |                        |  |
|  |                              |                              |                              |               | England | Mark King              | 2                      |                        |  |
|  |                              |                              | England                      | Barry Hawkins | 3       |                        |                        |                        |  |
|  | England                      | Barry Hawkins                | England                      | Barry Hawkins | 3       | 3                      |                        |                        |  |
|  | England                      | Barry Hawkins                |                              |               |         |                        |                        |                        |  |
|  | England                      | Peter Ebdon                  | 2                            |               |         |                        |                        |                        |  |

## Grupp 6
Grupp six spelades 8 och 9 februari 2012. Mark Allen var den sjätte spelaren att kvalificera sig till Winners group.

### Matcher
| - Mark King 1–3 Mark Allen - Peter Ebdon 3–2 Jamie Cope - Marcus Campbell 3–1 Joe Perry - Dominic Dale 3–2 Mark King - Mark Allen 3–0 Peter Ebdon - Jamie Cope 3–1 Marcus Campbell - Joe Perry 1–3 Dominic Dale | - Mark King 1–3 Peter Ebdon - Mark Allen 3–0 Jamie Cope - Marcus Campbell 3–2 Dominic Dale - Joe Perry 3–1 Jamie Cope - Peter Ebdon 3–2 Dominic Dale - Mark King 2–3 Joe Perry - Mark Allen 3–2 Marcus Campbell | - Peter Ebdon 3–1 Joe Perry - Dominic Dale 3–2 Jamie Cope - Mark Allen 3–2 Dominic Dale - Mark King 2–3 Marcus Campbell - Peter Ebdon 3–1 Marcus Campbell - Mark King 3–1 Jamie Cope - Mark Allen 2–3 Joe Perry |

### Tabell
| Ranking |                 | ALL | EBD | DAL | CAM | PER | KIN | COP | Frame V–F | Match V–F | Spelade–Poäng |
| ------- | --------------- | --- | --- | --- | --- | --- | --- | --- | --------- | --------- | ------------- |
| 1       | Mark Allen      | x   | 3   | 3   | 3   | 2   | 3   | 3   | 17–8      | 5–1       | 6–5           |
| 2       | Peter Ebdon     | 0   | x   | 3   | 3   | 3   | 3   | 3   | 15–10     | 5–1       | 6–5           |
| 3       | Dominic Dale    | 2   | 2   | x   | 2   | 3   | 3   | 3   | 15–13     | 3–3       | 6–3           |
| 4       | Marcus Campbell | 2   | 1   | 3   | x   | 3   | 3   | 1   | 13–13     | 3–3       | 6–3           |
| 5       | Joe Perry       | 3   | 1   | 1   | 0   | x   | 3   | 3   | 11–14     | 3–3       | 6–3           |
| 6       | Mark King       | 1   | 1   | 1   | 2   | 2   | x   | 3   | 10–16     | 1–5       | 6–1           |
| 7       | Jamie Cope      | 0   | 2   | 2   | 3   | 1   | 1   | x   | 9–16      | 1–5       | 6–1           |

### Slutspel
|  | Semifinaler Bäst av 5 frames | Semifinaler Bäst av 5 frames | Semifinaler Bäst av 5 frames |              |            | Final Bäst av 5 frames | Final Bäst av 5 frames | Final Bäst av 5 frames |  |
|  |                              |                              |                              |              |            |                        |                        |                        |  |
|  | Nordirland                   | Mark Allen                   | 3                            |              |            |                        |                        |                        |  |
|  | Nordirland                   | Mark Allen                   | 3                            |              |            |                        |                        |                        |  |
|  | Skottland                    | Marcus Campbell              | 1                            |              |            |                        |                        |                        |  |
|  | Skottland                    | Marcus Campbell              | 1                            |              | Nordirland | Mark Allen             | 3                      |                        |  |
|  |                              |                              |                              |              | Nordirland | Mark Allen             | 3                      |                        |  |
|  |                              |                              | Wales                        | Dominic Dale | 2          |                        |                        |                        |  |
|  | England                      | Peter Ebdon                  | Wales                        | Dominic Dale | 2          | 2                      |                        |                        |  |
|  | England                      | Peter Ebdon                  |                              |              |            |                        |                        |                        |  |
|  | Wales                        | Dominic Dale                 | 3                            |              |            |                        |                        |                        |  |

## Grupp 7
Grupp seven spelades 19 och 20 mars 2012. Ding Junhui var den sista spelaren att kvalificera sig till Winners group.

### Matcher
| - Dominic Dale 3–1 Peter Ebdon - Marcus Campbell 3–1 Joe Perry - Ding Junhui 2–3 Ryan Day - Tom Ford 3–0 Dominic Dale - Peter Ebdon 1–3 Marcus Campbell - Joe Perry 2–3 Ding Junhui - Ryan Day 1–3 Tom Ford | - Dominic Dale 3–1 Marcus Campbell - Peter Ebdon 2–3 Joe Perry - Ding Junhui 1–3 Tom Ford - Marcus Campbell 2–3 Tom Ford - Ryan Day 3–0 Joe Perry - Dominic Dale 0–3 Ryan Day - Peter Ebdon 1–3 Ding Junhui | - Joe Perry 1–3 Tom Ford - Marcus Campbell 3–0 Ryan Day - Peter Ebdon 3–0 Tom Ford - Dominic Dale 0–3 Ding Junhui - Marcus Campbell 2–3 Ding Junhui - Peter Ebdon 3–2 Ryan Day - Dominic Dale 2–3 Joe Perry |

### Tabell
| Ranking |                 | FOR | DIN | CAM | DAY | EBD | PER | DAL | Frame V–F | Match V–F | Spelade–Poäng |
| ------- | --------------- | --- | --- | --- | --- | --- | --- | --- | --------- | --------- | ------------- |
| 1       | Tom Ford        | x   | 3   | 3   | 3   | 0   | 3   | 3   | 15–8      | 5–1       | 6–5           |
| 2       | Ding Junhui     | 1   | x   | 3   | 2   | 3   | 3   | 3   | 15–11     | 4–2       | 6–4           |
| 3       | Marcus Campbell | 2   | 2   | x   | 3   | 3   | 3   | 1   | 14–11     | 3–3       | 6–3           |
| 4       | Ryan Day        | 1   | 3   | 0   | x   | 2   | 3   | 3   | 12–11     | 3–3       | 6–3           |
| 5       | Peter Ebdon     | 3   | 1   | 1   | 3   | x   | 2   | 1   | 11–14     | 2–4       | 6–2           |
| 6       | Joe Perry       | 1   | 2   | 1   | 0   | 3   | x   | 3   | 10–16     | 2–4       | 6–2           |
| 7       | Dominic Dale    | 0   | 0   | 3   | 0   | 3   | 2   | x   | 8–14      | 2–4       | 6–2           |

### Slutspel
|  | Semifinaler Bäst av 5 frames | Semifinaler Bäst av 5 frames | Semifinaler Bäst av 5 frames |             |         | Final Bäst av 5 frames | Final Bäst av 5 frames | Final Bäst av 5 frames |  |
|  |                              |                              |                              |             |         |                        |                        |                        |  |
|  | England                      | Tom Ford                     | 3                            |             |         |                        |                        |                        |  |
|  | England                      | Tom Ford                     | 3                            |             |         |                        |                        |                        |  |
|  | Wales                        | Ryan Day                     | 2                            |             |         |                        |                        |                        |  |
|  | Wales                        | Ryan Day                     | 2                            |             | England | Tom Ford               | 0                      |                        |  |
|  |                              |                              |                              |             | England | Tom Ford               | 0                      |                        |  |
|  |                              |                              | Kina                         | Ding Junhui | 3       |                        |                        |                        |  |
|  | Kina                         | Ding Junhui                  | Kina                         | Ding Junhui | 3       | 3                      |                        |                        |  |
|  | Kina                         | Ding Junhui                  |                              |             |         |                        |                        |                        |  |
|  | Skottland                    | Marcus Campbell              | 0                            |             |         |                        |                        |                        |  |

## Winners group
Matcherna i finalgruppen spelades 21 och 22 mars 2012. Ding Junhui kvalificerade sig i och med vinsten till Premier League 2012.

### Matcher
| - Judd Trump 3–1 Shaun Murphy - Neil Robertson 1–3 Mark Davis - Barry Hawkins 1–3 Mark Allen - Ding Junhui 2–3 Judd Trump - Shaun Murphy 3–2 Neil Robertson - Mark Davis 1–3 Barry Hawkins - Mark Allen 2–3 Ding Junhui | - Judd Trump 3–1 Neil Robertson - Shaun Murphy 3–2 Mark Davis - Barry Hawkins 0–3 Ding Junhui - Neil Robertson 0–3 Ding Junhui - Mark Allen 3–2 Mark Davis - Judd Trump 1–3 Mark Allen - Shaun Murphy 0–3 Barry Hawkins | - Mark Davis 1–3 Ding Junhui - Neil Robertson 3–1 Mark Allen - Shaun Murphy 3–2 Ding Junhui - Judd Trump 2–3 Barry Hawkins - Neil Robertson 3–2 Barry Hawkins - Shaun Murphy 1–3 Mark Allen - Judd Trump 2–3 Mark Davis |

### Tabell
| Ranking |                | DIN | ALL | TRU | HAW | MUR | DAV | ROB | Frame V–F | Match V–F | Spelade–Poäng |
| ------- | -------------- | --- | --- | --- | --- | --- | --- | --- | --------- | --------- | ------------- |
| 1       | Ding Junhui    | x   | 3   | 2   | 3   | 2   | 3   | 3   | 16–9      | 4–2       | 6–4           |
| 2       | Mark Allen     | 2   | x   | 3   | 3   | 3   | 3   | 1   | 15–11     | 4–2       | 6–4           |
| 3       | Judd Trump     | 3   | 1   | x   | 2   | 3   | 2   | 3   | 14–13     | 3–3       | 6–3           |
| 4       | Barry Hawkins  | 0   | 1   | 3   | x   | 3   | 3   | 2   | 12–12     | 3–3       | 6–3           |
| 5       | Shaun Murphy   | 3   | 1   | 1   | 0   | x   | 3   | 3   | 11–15     | 3–3       | 6–3           |
| 6       | Mark Davis     | 1   | 2   | 3   | 1   | 2   | x   | 3   | 12–15     | 2–4       | 6–2           |
| 7       | Neil Robertson | 0   | 3   | 1   | 3   | 2   | 1   | x   | 10–15     | 2–4       | 6–2           |

### Slutspel
|  | Semifinaler Bäst av 5 frames | Semifinaler Bäst av 5 frames | Semifinaler Bäst av 5 frames |            |      | Final Bäst av 5 frames | Final Bäst av 5 frames | Final Bäst av 5 frames |  |
|  |                              |                              |                              |            |      |                        |                        |                        |  |
|  | Kina                         | Ding Junhui                  | 3                            |            |      |                        |                        |                        |  |
|  | Kina                         | Ding Junhui                  | 3                            |            |      |                        |                        |                        |  |
|  | England                      | Barry Hawkins                | 1                            |            |      |                        |                        |                        |  |
|  | England                      | Barry Hawkins                | 1                            |            | Kina | Ding Junhui            | 3                      |                        |  |
|  |                              |                              |                              |            | Kina | Ding Junhui            | 3                      |                        |  |
|  |                              |                              | England                      | Judd Trump | 1    |                        |                        |                        |  |
|  | Nordirland                   | Mark Allen                   | England                      | Judd Trump | 1    | 0                      |                        |                        |  |
|  | Nordirland                   | Mark Allen                   |                              |            |      |                        |                        |                        |  |
|  | England                      | Judd Trump                   | 3                            |            |      |                        |                        |                        |  |

## Century breaks
| - 144, 134, 130, 128, 125, 116, 115, 103, 100, 100 Mark Allen - 143, 136, 127, 116, 115, 113, 109, 106 Neil Robertson - 142, 142, 138, 136, 133, 129, 128, 128, 122, 121, 118, 116, 111, 110, 110, 107, 100, 100 Mark Selby - 142, 136, 122, 111, 101, 100 Peter Ebdon - 142, 127, 122, 117, 109, 105, 104, 102 Ding Junhui - 142 Ricky Walden - 139 Marcus Campbell - 137, 125, 102 Dominic Dale - 136, 131, 122, 110, 108, 101, 100 Jamie Cope - 136, 120, 115, 110, 105, 100 Shaun Murphy - 135 Andrew Higginson - 133, 128, 100, 100 Mark Davis | - 131, 121, 119, 118, 110, 109, 104, 101 Judd Trump - 130, 110, 108, 101 Martin Gould - 128, 103 Mark King - 127, 122, 118, 107, 105, 101 Matthew Stevens - 125, 112 Stephen Hendry - 123, 105, 101 Tom Ford - 122, 116 Ryan Day - 122, 115, 110, 110, 107, 100 Barry Hawkins - 120, 118, 101 Ali Carter - 101 Stephen Lee - 100 Joe Perry |